# 維爾 (柳別希夫區)
51°40′47″N 25°28′48″E / 51.67972°N 25.48000°E
維爾（烏克蘭語：Віл），是烏克蘭的村落，位於該國西部沃倫州，由卡明-卡希尔斯基区負責管轄，面積1.18平方公里，海拔高度146米，2001年人口211，人口密度每平方公里179.57人。